# زاك براون باند
زاك براون باند هي فرقة روك/كانتري أمريكية مقرها في أتلانتا، جورجيا. تتكون المجموعة من زاك براون (غناء رئيسي، جيتار)، جيمي دي مارتيني (كمان، غناء)، جون دريسكيل هوبكنز (غيتار البيس، جيتار، جيتار باريتون، بانجو، أكلال، كمان أجهر، غناء)، كوي باولز (الغيتار، آلة المفاتيح)، كريس فريار (طبول)، كلاي كوك (جيتار، آلة المفاتيح، مندولين، جيتار فولاذي، غناء)، مات مانجانو (غيتار البيس)، ودانيال دي لوس رييس (إيقاع).